# مقبرة 22
مقبرة 22 وتعرف عالميا باسم WV22 (وإن تحولت إلى KV22 مع بداية مشروع تخطيط طيبة)، وتقع بالوادي الغربي بوادي الملوك بمصر، وتتميز المقبرة بكونها المثوى الأخير لواحد من أعظم فراعنة الدولة الحديثة وهو أمنحتب الثالث بالإضافة إلى وجود حجرتي دفن ملحقتين بالمقبرة تخص زوجتي أمنحتب الثالث؛ الملكة تيي والأميرة ست أمون (وهي ابنة أمنحتب الثالث أيضا)، خلاف ذلك فالمقبرة أكبر مقابر الوادي الغربي المكتشفة حتى الآن، ويتماشى التصميم الداخلي للمقبرة وأسلوب النقش والزخرفة بها مع المقابر الخاصة بأمنحتب الثاني وتحوتمس الرابع أسلاف أمنحتب الثالث إلا أن هذه المقبرة تتميز بجودة النقوش على عكس سابقتيها.
ويرجع اكتشاف المقبرة إلى أغسطس من عام 1799 على يد الفرنسيين پروسپير چولواه وإدوارد دو ڤيلييه دو تيراچ وهما من مهندسي الحملة الفرنسية (وهما بالمناسبة أول من لاحظا وجود الوادي الغربي بوادي الملوك)، غير أن المقبرة كانت معروفة قبل هذا الزمان حيث وجد تسجيل لها في مذكرات الرحالة البريطاني ويليام جورج براون إلا أن المقبرة لم يتم الكشف عن محتوياتها بصورة كاملة إلا عن طريق هوارد كارتر أوائل القرن العشرين وتحديدا عام 1915.

## مطبوعات
- Reeves, N & Wilkinson, R.H. The Complete Valley of the Kings, 1996, Thames and Hudson, London
- Siliotti, A. Guide to the Valley of the Kings and to the Theban Necropolises and Temples, 1996, A.A. Gaddis, Cairo

## وصلات خارجية
- مشروع تخطيط طيبة: مقبرة 22 - يضم وصفا وصورا وخرائط للمقبرة.
- Sleuthing in Royal Tomb